# Казахский научно-исследовательский институт культуры
Казахский научно-исследовательский институт культуры (каз. Қазақ ғылыми-зерттеу мәдениет институты; КазНИИК) — организация в Алматы, Казахстан, действовавшая в 1934—1939 годах как НИИ, в 1939—1998 годах как культурный центр и с 1998 года вновь как НИИ.

## История
Создан в 1934 году в Алматы под названием Казахский научно-исследовательский институт национальной культуры. Первоначально в состав института были включены Казахский центральный архив, краевой музей, государственная библиотека, краеведческое бюро. Функционировали секторы истории и археологии, литературы и фольклора, исследования языковых связей, изобразительного искусства, музыки, театра и хореографии.
Историки института, исследовав археологические памятники Жетысу, осуществляли плановый сбор источников по истории Казахстана. В 1934—1935 годах они собрали и подготовили к печати более 100 вариантов казахского героического эпоса, 230 сказок, 4500 пословиц и поговорок и др. образцов устного народного творчества. Получило развитие абаеведение, специальная комиссия занималась подготовкой «Академического словаря казахского языка».
В секторе изобразительного искусства было собрано более 300 видов казахского национального орнамента, изучением которого занимались учёные института. 15 сентября 1935 года институту была поручена организация Национальной художественно-изобразительной галереи.
Институт опубликовал свои «Труды», ряд литературных сборников, вышла в свет книга «Прошлое Казахстана в источниках и материалах». Активное участие в организации научной работы института приняли С. Мендешев, Т. Жургенов, С. Асфендияров, С. Сейфуллин, С. Аманжолов.
25 августа 1936 года преобразован в сектор истории, казахского языка и литературы АН КазССР. На его основе были созданы Институт национальной культуры и Институт языка и литературы (1942, ныне Институт языкознания имени А. Байтурсынова и Институт литературы и искусства имени М. О. Ауэзова) и Институт истории, археологии и этнографии (1945, ныне Институт истории и этнологии имени Ч. Ч. Валиханова, Институт археологии имени А. Х. Маргулана и Институт востоковедения имени Р. Б. Сулейменова).
В 1939 году институт был преобразован в Республиканский центр народного творчества. В 1974 году он был переименован в Республиканский научно-методический центр народного творчества и культурно-просветительской работы, в 1994 году — в Республиканский центр проблем культуры.
В 1998 году центр вновь получил статус НИИ и был преобразован в Казахский научно-исследовательский институт культуры и искусствознания (КазНИИКИ). В 2005 году он был переименован в Институт культурной политики и искусствознания. В 2012 году к нему был присоединён Казахский научно-исследовательский институт по проблемам культурного наследия номадов, а объединённый институт был назван Казахским научно-исследовательским институтом культуры.
С 2014 года Казахский научно-исследовательский институт культуры возглавляет доктор философии, доцент Андрей Равильевич Хазбулатов.